# Ergue-te
Die Partei Ergue-te (E, deutsch Steh auf!) ist eine nationalistische, rechtsextreme Partei in Portugal. Sie entstand aus dem früheren Movimento de Acção Nacional sowie der Partido Renovador Democrático, der ehemaligen Partei des ersten demokratischen Staatspräsidenten nach der Nelkenrevolution, António Ramalho Eanes. Bis 2019 hieß die Partei Partido Nacional Renovador (PNR, deutsch etwa Nationale Erneuerungspartei). Vorsitzender ist seit 2005 José Pinto Coelho.

## Geschichte
Ende der achtziger Jahre verlor die zeitweise drittstärkste portugiesische Partei, die Partido Renovador Democrático des ehemaligen Staatspräsidenten António Ramalho Eanes, massiv an Bedeutung und Mitgliedern und stand kurz vor der Auflösung. Das 1985 gegründete, rechtsextreme Movimento de Acção Nacional nutzte diese Chance und übernahm die Partei und ihre noch vorhandenen Strukturen durch einen Massenübertritt. 1999 benannte sich die Partei in Partido Nacional Renovador um und positionierte sich stark am rechten Rand in der sonst sehr links dominierten portugiesischen Parteienlandschaft. Seit dem Parteitag im Juni 2005 leitet der studierte Designer José Pinto Coelho die rechtsextreme Partei, die besonders für ihren Spruch „Portugal aos Portugueses!“ („Portugal den Portugiesen!“) bekannt ist. Der Partei ist auch eine Jugendorganisation angegliedert, die Juventude Nacionalista („Nationalistische Jugend“).
Im November 2019 benannte sich die Partei um. Statt Partido Nacional Renovador (PNR) heißt sie nun Ergue-te (E). Das Verfassungsgericht Portugals, das für die Registrierung von Partei verantwortlich ist, nahm die Namensänderung am 10. Juli 2020 an.

### Auftritte
Die Partei fällt immer wieder durch ihre öffentlichen Auftritte auf, sei es durch Wahlplakate oder Interviews des Vorsitzenden. In letzter Zeit verstärkte die Partei vor allem ihre Kritik an den portugiesischen Einwanderungsgesetzen und forderte einen sofortigen Einwanderungsstop. Zu erwähnen sind hier besonders die Wahlplakate am Praça Marquês de Pombal, die immer wieder für Schlagzeilen sorgen. Teilweise versuchte die Lissabonner Stadtverwaltung diese zu unterbinden, was der Partei, nach Meinung einzelner Medien, noch mehr Aufmerksamkeit beschert habe. Daneben kommt es immer wieder zu antisemitischen, antimuslimischen und frauenfeindlichen Äußerungen.
Seit einigen Jahren arbeitet die Partei auch auf europäischer Ebene mit anderen rechten und rechtsextremen Parteien zusammen, unter anderem mit der Front National (Frankreich) und der NPD (Deutschland). Hinsichtlich der Außenpolitik tritt die PNR für ein „Europa der Nationen“ ein und fordert eine starke Rolle der einzelnen Nationalstaaten. Ebenso lehnt die PNR den möglichen EU-Beitritt der Türkei ab und bezeichnet die Türkei hinsichtlich ihrer Geografie, Kultur und Ethnien als nicht europäisch.
Trotz ihrer, im Vergleich zu anderen portugiesischen Kleinparteien, großen Bekanntheit konnte sich dies noch nicht in den Wahlergebnissen widerspiegeln. Seit ihrer Neukonstituierung 1999 erreichte die Partei kein einziges Parlamentsmandat.

## Wahlergebnisse
- Parlamentswahl 2002: 0,09 Prozent (0 Mandate, 4.712 Stimmen)[6]
- Europawahl 2004: 0,25 Prozent (0 Mandate, 8.405 Stimmen)[7]
- Parlamentswahl 2005: 0,16 Prozent (0 Mandate, 9.374 Stimmen)[8]
- Europawahl 2009: 0,37 Prozent (0 Mandate, 13.039 Stimmen)[9]
- Parlamentswahl 2009: 0,22 Prozent (0 Mandate, 11.628 Stimmen)[10]
- Parlamentswahl 2011: 0,32 Prozent (0 Mandate, 17.630 Stimmen)[11]
- Europawahl 2014: 0,46 Prozent (0 Mandate, 15.036 Stimmen)[12]
- Parlamentswahl 2015: 0,50 Prozent (0 Mandate, 27.269 Stimmen)[13]
- Europawahl 2019: 0,49 Prozent (0 Mandate, 16.163 Stimmen)[14]
- Parlamentswahl 2019: 0,33 Prozent (0 Mandate, 17.126 Stimmen)
- Parlamentswahl 2022: 0,09 Prozent (0 Mandate, 5.236 Stimmen)
- Parlamentswahl 2024: 0,09 Prozent (0 Mandate, 6.034 Stimmen)
- Europawahl 2024: 0,21 %, (0 Mandate, 8.463 Stimmen)[15]